# Man's Lust for Gold
Man's Lust for Gold er en amerikansk stumfilm fra 1912 af D. W. Griffith.

## Medvirkende
- Blanche Sweet
- Robert Harron
- Frank Opperman
- Charles Hill Mailes
- William J. Butler